# 城東新城
城東新城位於杭州市東部的江干区内，以火車東站為中心的新發展區域。
杭州市政府藉由重新整建火車東站開發此區域，有杭州地鐵一號線及四號線在此匯集，另有多條高鐵路線，此區域將由重大交通建設領銜，全面開發成為一個嶄新的交通樞紐和商業中心，其地位重要性有別於先前開發的錢江新城。

## 简介
总规划面积9.3平方公里，总建筑面积1400万平方米。由秋涛（石桥）路、德胜快速路、沪杭高速公路和艮山西路合围而成。距西湖风景区5公里，距萧山国际机场18公里。